# 国家公務員倫理審査会
国家公務員倫理審査会（こっかこうむいんりんりしんさかい）とは、国家公務員倫理法に基づいて人事院に設置される機関。

## 概要
国家公務員の倫理保持を目的としている。委員は会長以下5人であり、委員は1人は人事官の中から内閣が任命し、残り4人は検察官を除く職員としての前歴を有する者について職員在職期間が20年を超えない者の中から両議院の同意を得て任命される国会同意人事となっている。会長及び委員の任期は4年であり、人事官の委員は人事官の退官した場合は任期が途中でも委員も退官する。会長及び委員の任期が満了した時は、当該会長及び委員は、後任者が任命されるまで引き続きその職務を行う。
職務として国家公務員倫理規定を各省庁に順守するよう指導助言するほか、違反行為に対し調査を求めたり、幹部職員の贈与や株取引等の報告書を審査することが規定されている。